# Wendy Carlos
Wendy Carlos (rojena Walter Carlos), ameriška skladateljica in izvajalka elektronske glasbe, * 14. november 1939, Pawtucket, Rhode Island, ZDA.
Wendy Carlos je prvič dosegla širšo prepoznavnost v letu 1968 z izdajo plošče Switched-On Bach - izvedbo glasbe J. S. Bacha, ki jo je sestavila iz posameznih fraz, posnetih na Moogovem sintetizatorju, v tistem času razmeroma novem in nepoznanem inštrumentu. Plošča je bila leta 1969 nagrajena s tremi nagradami grammy. Sledilo je več podobnih izvedb klasične glasbe. Kasneje je Carlos začela izdajati tudi avtorske kompozicije, vključno s prvo ploščo sintetiziranih zvokov okolja, Sonic Seasonings (1972) in ploščo, v kateri je raziskovala nestandardne uglasitve, Beauty in the Beast (1986). Znana je tudi kot avtorica in izvajalka filmske glasbe, med drugim za dva filma Stanleya Kubricka, Peklenska pomaranča (1971) ter Izžarevanje (1980), kot tudi za film Tron (1982, Walt Disney Productions).

## Kariera
Carlos je glasbeno pot začela že pri šestih letih z učenjem klavirja ter pri desetih že skomponirala skladbo "Trio za klarinet, harmoniko in klavir". Leta 1953 (pri starosti 14 let) je Carlos dobila štipendijo Westinghouse Science Fair za doma izdelan računalnik - že veliko preden se je beseda "računalnik" uveljavila izven strokovnih krogov. Carlos je leta 1962 diplomirala iz glasbe in fizike na University Brown ter  leta 1966 magistrirala iz kompozicije na Columbia University. Carlos je študirala pri pionirjih elektronske glasbe kot so Vladimir Usačevski, Otto Luening in Jack Beeson v znanem centru za elektronsko glasbo Columbia-Princeton Electronic Music Center.
Carlos se je prvič srečala z dr. Robertom Moogom na razstavi Avdio-inženirskega združenja leta 1963 in postala ena prvih lastnic Moogovega sintetizatorja, s čimer je prispevala nasvete in tehnično pomoč za nadaljnji razvoj tega inštrumenta. Carlos je med drugim prepričala Mooga naj klaviaturi sintetizatorja doda senzor za moč pritiska, za povečanje dinamičnih zmožnosti in muzikalnosti inštrumenta.
Carlos se je okoli leta 1966 srečala z Rachel Elkind, ki je kasneje producirala Switched-On Bach in druge zgodnje plošče. Z zalužkom s Switched-On Bach sta Carlos in Elkind renovirali manjšo hišo v New Yorku, ki sta si jo delili kot bivalni in poslovni prostor. V pritličju sta postavili snemalni elektroakustični studio, kjer so bili ustvarjeni vsi sledeči posnetki. Carlos se je odločila za neobičajno potezo in vgradila celoten studio v Faradayevo kletko za preprečitev radijskih in televizijskih interferenčnih motenj.
Carlos je junija 1971 prispevala kirtiko tedaj razpoložljivih sintetizatorjev za Whole Earth Catalog, kjer je primerjala Moog, Buchla in Tonus (ARP) sisteme. Bila je kritična do manjših sistemov kot so EMS Putney in Minimoog ter jih označila za igrače in vire zaslužka.
Carlos je tudi izkušena fotografinja sončevih mrkov.

## Delo
Poleg zgoraj omenjenega "Tria za klarinet, harmoniko in klavir" je Carlos skomponirala številna študentska dela. Dve sta bili kasneje izdani na plošči By Request (1975) - "Dialogues for Piano and Two Loudspeakers" (1963) ter "Episodes for Piano and Electronic Sound" (1964). Mednja sodijo še "Variations for Flute and Electronic Sounds" (1964), "Episodes for Piano and Tape" (1964), "Pomposities for Narrator and Tape" (1965) in "Noah" (1965), opera, ki vključuje zvoke elektronskega ter običajnega orkestra. Njena prva komercialna izdaja je "Moog 900 Series – Electronic Music Systems" (R. A. Moog Company, Inc., 1967), uvod k tehničnim aspektom Moogovega sintetizatorja. Del plačila za to delo je bil v obliki Moog opreme.
Plošča Switched-On Bach (1968) je Carlos omogočila preboj; bila je ena prvih, ki je predstavila sintetizator kot pravi glasbeni inštrument. Osrednjo vlogo pri ustvarjanju albuma je imela tehnika večsteznega snemanja - proces, ki je bil v času nastajanja albuma veliko bolj zamuden kot v današnjih časih. "Switched-On Bach" je bil zadnji projekt v štiriletnem sodelovanju z  Benjaminom Folkmanom, ki je obema prinesel zlati plošči. Plošča je bila ena prvih klasičnih LP-jev, ki je bila prodana v več kot 500.000 kopijah in je po merilih RIAA postala zlata avgusta 1969 in platinasta novembra 1986 Na vrhu lestvice klasičnih plošč, ki jo pripravlja Billboard Magazine, je ostala malo manj kot tri leta.
Leto kasneje, 1969, je sledilo nadaljevanje sintetizirane baročne glasbe, The Well-Tempered Synthesizer (ime plošče, v prevodu "Dobro uglašeni sintetizator", je besedna igra na Bachov cikel Dobro uglašeni klavir. Plošča Switched-On Bach II, izšla leta 1973, je nadaljevala s slogom prejšnjih dveh plošč, Moogovemu sintetizatorju pa so bile dodane Yamaha Electone orgle za določene pasaže v Bachovem Brandenburškem koncertu št. 5.
Leta 1971 je Carlos skomponirala in posnela glasbo za film Peklenska pomaranča režiserja Stanleyja Kubricka, posnet po istoimenskem romanu Anthonyja Burgessa. Dodatna glasba, ki ni bila uporabljena za film, je bila izdana leta 1972 na plošči "Wendy Carlos' Clockwork Orange".
S Kubrickom je sodelovala še enkrat, ko je prispevala glasbo za film Izžarevanje (1980), vendar se je kasneje Kubrick odločil pretežno uporabiti že obstoječo glasbo avantgardnih skladateljev. Skladba, ki jo je pripravila Carlos, je bila končno izdana 25 let kasneje, v 2005.
Sledeča izdaja, Sonic Seasonings (1972), je bila dvojna plošča, s po eno skladbo za vsak letni čas na svoji strani plošče. Album je združeval posnetke zvočna krajine s sintetiziranimi zvoki in občasnimi melodijami, kar je ustvarilo ambientalni efekt. Čeprav plošča ni bila tako popularna v primerjavi s prejšnjimi, pa je imela velik vpliv na druge ustvarjalce, ki so soustvarili  ambientalno glasbo kot glasbeno zvrst.
Leta 1982 je skomponirala glasbo za film Tron za Walt Disney Company. Glasba vključuje orkester, zbor, orgle ter analogne in digitalne sintetizatorje. Tudi pri tem filmu je bilo več skladb izpuščenih ali zamenjanih, nekatere izmed njih pa so bile izdane dve leti kasneje na plošči Digital Moonscapes (1984). Na slednji so prepoznavni znak njenih prejšnjih plošč, analogne sintetizatorje, nadomestili digitalni sintetizatorji.
Na plošči Beauty in the Beast (1986) je Carlos eksperimentirala z različnimi uglasitvami, vključno z naravno intonacijo, lestvicami z Balija in nekaterimi drugimi, ki jih je iznašla za to ploščo. Te raziskave so dopolnjevale bolj sistematične mikrotonalne študije skladatelja Easleya Blackwooda, ki je leta 1980 izdal svoje etude za vseh dvanajst ekvivalento temperiranih lestvic med 13 in 24 notami na oktavo.
Secrets of Synthesis (1987) je predavanje z zvočnimi pimeri (večinoma iz njenih lastnih posnetkov), v katerem se Carlos dotakne tem, ki se ji zdijo pomembne. Del gradiva zaobsega uvod v sintezo zvoka, del pa je namenjen izkušenejšim glasbenikom.
V letu 1998 je Carlos začela z digitalnim "remastering"-om svojih predhodnih plošč, za kar je morala pridobiti in v nekaterih primerih odkupiti "master" posnetke od založbe  Columbia Records. V letu 2005 je bil izdan dvodelni komplet Rediscovering Lost Scores, ki vsebuje številne neobjavljene posnetke iz filmov, za katere je Carlos ustvarila glasbo.

## Zasebno življenje
Carlos se spominja, da "ko sem bila stara okoli pet ali šest, sem bila prepričana, da sem majhna punčka, saj sem imela mnogo raje dolge lase in dekliška oblačila in nisem vedela, zakaj to mojim staršem ni jasno." Leta 1962, pri 22 letih, ko se je preselila v New York zaradi študija na Univerzi Columbia, je prvič prišla v stik z informacijami o spremembi spola. V začetku leta 1968 je začela s hormonsko terapijo in kmalu začela živeti kot ženska. V svoji kritiki sintetizatorjev za Whole Earth Catalog, je želela, da se njeno ime objavi kot "W. Carlos". Po uspehu s Swtiched-On Bach je maja 1972 Carlos končno lahko šla na operacijo za spremembo spola.
Carlos se je odločila, da se razkrije v intervjuju za revijo Playboy maja 1979, ki jo je izbrala, ker »se je revija vedno ukvarjala z osvoboditvijo in ne morem več čakati da se osvobodim.« Kasneje je intervju obžalovala in ustvarila »Kratek spisek Zlobnih« na svoji spletni strani in dodelila urednikom revije tri »črne liste«, ki označuje njeno prepričanje, da so »arogantni, sebični naduteži s pravo sadistično platjo«.
Carlos raje ne govori o spremembi in naproša, da se spoštuje njena zasebnost glede tega.

## Diskografija
- 1968 Switched-On Bach
- 1969 The Well-Tempered Synthesizer
- 1972 Sonic Seasonings
- 1972 Wendy Carlos' Clockwork Orange (glasba iz filma)
- 1973 Switched-On Bach II
- 1975 By Request
- 1979 Switched-On Brandenburgs (prvi album, ki ga je uradno izdala kot 'Wendy Carlos')
- 1982 Tron (glasba iz filma)
- 1984 Digital Moonscapes
- 1986 Beauty In the Beast
- 1987 Secrets of Synthesis
- 1988 Peter and the Wolf (z "Weird Al" Yankovicem)
- 1992 Switched-On Bach 2000
- 1998 Tales of Heaven and Hell
- 1999 Switched-On Boxed Set (združuje Switched-On Bach, The Well-Tempered Synthesizer, Switched-On Bach II ter Switched-On Brandenburgs, vključuje tudi knjigo s 144 stranmi)
- 2005 Rediscovering Lost Scores, Volume 1 (vključuje neizdano glasbo iz filmov Izžarevanje, Peklenska pomaranča ter več Unicefovih filmov)
- 2005 Rediscovering Lost Scores, Volume 2 (vključuje neizdano glasbo iz filmov Izžarevanje, Tron, Split Second in Woundings ter dve demonstracijski skladbi za Dolby sistem)